# 김민학
김민학(한국 한자: 金民學, 1988년 10월 4일~)은 대한민국의 전직 축구 선수이다.

## 선수 경력
선문대학교 축구부소속이던 김민학은 대학교 3학년 당시 2010 K리그 드래프트에서 전북 현대 모터스에 5순위로 지명되면서 프로 무대에 입성했다. 2010년 7월 15일 울산 현대와의 K리그 리그컵 8강전에서 프로 무대에 데뷔했다.
2012시즌을 앞두고 경남 FC에 입단했다.